# گوهر عشقی
گوهر عشقی (زادهٔ ۱۳۲۵) فعال مدنی و از مادران دادخواه اهل ایران است. او مادر ستار بهشتی، وبلاگ‌نویس، است که در آبان ۱۳۹۱ بر اثر شکنجه و به دلیل خون‌ریزی ریه، کبد، کلیه و مخچه در هنگام بازداشت، کشته شد. او پس از مرگ فرزندش کوشش بسیاری کرد تا قاتل یا قاتلان فرزندانش را به محاکمه بکشاند. او مرگ پسرش را به موضوعی رسانه‌ای تبدیل کرد و باعث جنجال گسترده‌ای در نظام سیاسی حاکم بر ایران شد.
مأموران امنیتی در ۱۲ آبان ۱۴۰۰ گوهر عشقی، دخترش و دامادش را شبانه بازداشت کردند. بی‌بی‌سی در سال ۲۰۲۲ او را یکی از ۱۰۰ زن الهام‌بخش و اثرگذار در جهان معرفی کرد.

## گرفتن رضایت با تهدید
در سال ۱۳۹۱ مأموران امنیتی با آمدن به خانهٔ مادر ستار بهشتی، پس از نشان دادن سه قاتل و شکنجه‌گر پسرش، با تهدید به بازداشت دخترش، به زور، از او رضایت گرفتند.

## اعتراض به حکم حبس برای قاتل ستار
پس از اعلام حکم دادگاه مبنی بر تشخیص قتل شبه‌عمد و صدور کیفر سه سال حبس برای قاتل ستار بهشتی، گوهر عشقی ضمن اعتراض به آن، از ملاقات اکبر تقی‌زاده، قاتل ستار و درخواست بخشش معنوی وی ضمن اعتراف به تعمد در قتل پرده برداشت و آن را ناعادلانه خواند.

## دیدار با کاترین اشتون
گوهر عشقی در ۱۷ اسفند ۱۳۹۲ در سفارت اتریش در ایران با کاترین اشتون مسئول سیاست خارجی اتحادیه اروپا دیدار کرد. رسانه‌های نزدیک به جمهوری اسلامی، انتقادات شدیدی نسبت به این دیدار مطرح کردند. صادق لاریجانی، رئیس قوه قضائیه وقت و علی لاریجانی رئیس مجلس شورای اسلامی وقت، این ملاقات را ضدامنیتی و دزدانه خواندند.

## امضای بیانیه درخواست استعفای خامنه‌ای
عشقی یکی از امضاکنندگان بیانیه ۱۴  فعال سیاسی در خرداد سال ۱۳۹۸ بود، بیانیه‌ای با درخواست اصلاحات بنیادین در قانون اساسی جمهوری اسلامی.

## ارسال نامه به دونالد ترامپ
گوهر عشقی با ارسال نامه‌ای به دونالد ترامپ خواستار برقراری صلح میان مردم ایران و آمریکا شد و بابت شعار مرگ بر آمریکا عذرخواهی کرد و درخواست داد تا روز اول شهریور، سالروز تولد فرزندش ستار بهشتی، به عنوان روز دوستی میان ایران و آمریکا نامگذاری شود. این نامه به وسیلهٔ «انجمن جهانی پاسداشت حقوق بشر» به وزارت خارجه آمریکا ارسال شد.
این پیام واکنش برایان هوک، رئیس گروه اقدام ایران در وزارت خارجه ایالات متحده، را به همراه داشت. وی در پیامی به مناسبت سالروز تولد ستار بهشتی گفت:
امروز اول شهریور ۱۳۹۸ است. روز تولد ستار بهشتی. شهروند ایرانی که به یک نماد آزادی بیان تبدیل شده است زیرا جان خود را برای دفاع از آن از دست داد.

## بازداشت و دستگیری
چهارشنبه ۱۲ آبان ۱۴۰۰ نیروهای امنیتی جمهوری اسلامی در آستانه سالروز کشته شدن ستار بهشتی، ساعت ۲۲ و ۲۰ دقیقه با «یورش» به منزل سحر بهشتی، خواهر ستار، ضمن بازرسی و جمع‌آوری لوازم ارتباطی آنان، اعضای خانواده ستار بهشتی را بازداشت کردند. در زمان یورش مأموران و ایجاد رعب و وحشت، گوهر عشقی دچار حمله قلبی شد و برای لحظاتی قادر به تنفس نبود. مأموران از رساندن دارو به گوهر عشقی توسط سحر بهشتی جلوگیری به عمل آورده و با هتاکی و فحاشی وی را مورد ضرب و شتم قرار دادند. همچنین مصطفی اسلامی، همسر سحر بهشتی که به رفتار مأموران با همسر و مادر همسرش اعتراض کرده بود نیز مورد ضرب وشتم شدید قرار گرفته و بازداشت شد.

## ضرب و شتم
گوهر عشقی پنج‌شنبه ۱۸ آذر ۱۴۰۰ در راه مزار فرزندش، مورد حمله افراد ناشناس قرار گرفت و از ناحیه سر و صورت مجروح شد. صفحه اینستاگرام بنیاد ستار بهشتی با انتشار تصویری از گوهر عشقی، با سر و صورت باندپیچی شده روی تخت بیمارستان، نوشت این حادثه در ساعت ۱۱ صبح به وقت تهران اتفاق افتاد. گوهر عشقی در راه رفتن به امامزادهٔ محل مزار ستار بهشتی بود که یک موتورسیکلت شامل دو سرنشین به او نزدیک شد. یکی از راکبین موتور پیاده شد و گوهر عشقی را به سمت جلو پرتاب کرد. او پس از این حمله بر روی میل‌گردهای کنار خیابان افتاد و لحظاتی از هوش رفت. وی توسط مردم به بیمارستان منتقل شد و پس از معاینات و درمان اولیه مرخص شد.
صدا و سیمای جمهوری اسلامی با پخش ویدئویی که به گوهر عشقی و زمان و مکان حادثه نسبت داده شده بود ماجرای ضرب و شتم گوهر عشقی را دروغین خواند که باعث واکنش و اعتراض گوهر عشقی و بسیاری از کاربران شبکه‌های اجتماعی شد.

## برداشتن حجاب در حمایت از خیزش
در شامگاه سه‌شنبه ۲۶ مهر ۱۴۰۱ و در جریان خیزش ۱۴۰۱ ایران گوهر عشقی در ویدیویی که از خود منتشر کرد حجاب از سر برداشت و گفت: «به خاطر جوانهایمان بعد از هشتاد سال برای این دینی که می‌خواهد مردم را بکشد من این حجاب را از سرم برمی‌دارم.» او در همین ویدیو از مردم خواست تا در همبستگی با جوانان به خیابان بیایند.
در یکشنبه ۲۰ آذر ۱۴۰۱ گوهر عشقی با انتشار پیامی ویدیویی از تهدید خود و خانواده‌اش خبر داد. وی تأکید کرد که اگر اتفاقی برای ما بیفتد، مسوولش رهبر است. وی ضمن انتشار این ویدیو در حساب کاربری‌اش در شبکهٔ اجتماعی توییتر خطاب به نیروهای حکومتی نوشت: «یازده سال است که خنجر زهرآگین‌ات برتنم نشسته اما، من و ما ایستاده‌ایم، تا تو و اربابت را، یا از این خاک بیرون کنیم، یا در این خاک…!»

## جوایز و افتخارات
- جایزهٔ ارزش شجاعت

در ژانویه سال ۲۰۲۳ جایزهٔ «ارزش شجاعت» در ایتالیا در کنار ۱۲ تن دیگر از جمله پاپ فرانسیس، رهبر کلیسای کاتولیک، به گوهر عشقی اهدا شد. این جایزه از سوی «بنیاد ایتالیا» به افرادی اهدا می‌شود که «شجاعت خود بودن را دارند و به ایده‌های خود و دیگران احترام می‌گذارند».
- یکی از ۱۰۰ زن تأثیرگذار جهان

در سال ۲۰۲۲ بی‌بی‌سی گوهر عشقی را در فهرست صد زن تأثیرگذار جهان قرار داد و از وی با نام سمبل استقامت و پایداری نام برد.